# UHC Kloten-Dietlikon Jets
Die Kloten-Dietlikon Jets sind ein Schweizer Unihockeyverein. Die Frauen spielen in der Nationalliga A, die Männer in der Nationalliga B.

## Geschichte

### Kloten-Bülach Jets
Im Jahre 2000 entstanden die Kloten-Bülach Jets aus der Fusion der beiden Vereine UHC Giants Kloten und UHC Hornets Bülach. Berücksichtigt man die beiden Fusionsvereine, hat der Standort Kloten/Bülach einen massgeblichen Anteil an der Entwicklung des Unihockeysports in der Schweiz. So konnte die Mannschaft der damaligen Giants Kloten zwei Jahre nach der Gründung des Schweizerischen Unihockeyverbandes den Titel des Schweizer Meisters bejubeln (1987).

### UHC Dietlikon

#### Anfänge
Im Herbst 1981 beschlossen einige Sekundarschüler aus Dietlikon, an der offenen Unihockey-Schülermeisterschaft in der Sporthalle Zürich-Fluntern teilzunehmen. Damals wurden sie noch bei den «Kleinen», das heisst der Kategorie «Schüler» eingeteilt. Man stiess dabei bis in den Final vor, der jedoch verloren ging. Nach diesem Erfolg wurden die Dietliker im folgenden Jahr wieder eingeladen, dieses Mal jedoch für eine Versuchsmeisterschaft in der Kategorie «Aktive». Mit zehn Mannschaften wurde an diversen Turniertagen – mit Hin- und Rückspielen sowie drei Spielen pro Tag – der erste inoffizielle Schweizer Meister erkoren. Ende Saison belegte man nach harten Kämpfen den siebten Schlussrang. Im Sommer 1983 bekam man vom zu diesem Zeitpunkt neu gegründeten Ressort Unihockey des Schweizerischen Landhockeyverbands (SLHV) ein Schreiben mit der Auflage, dass man einen Verein gründen müsse, wenn man an der ersten offiziellen Meisterschaft teilnehmen möchte. Die neue Sportart begeisterte mittlerweile so sehr, dass man sich entschloss, das hochgesteckte Vorhaben an die Hand zu nehmen. Am 16. August 1983 trafen sich alle damaligen Spieler und gründeten den UHC Dietlikon.

#### Europacup-Erfolge
Als erst zweites Schweizer Frauen-Team nach den Red Ants Rychenberg aus Winterthur im Jahr 2005 holte der UHC Dietlikon den EuroFloorball-Cup (heute Champions Cup) 2007 zurück in die Schweiz. Die Schweizerinnen schlugen im Final den schwedischen Meister IKSU Innebandy 4:3.
Im Januar 2008 konnten die Zürcher Unterländerinnen ihren Europameistertitel im finnischen Vantaa verteidigen. Die Equipe von Trainer Marco Moser siegte in einem umkämpften Spiel gegen den vorjährigen Finalgegner IKSU aus Umeå (Schweden) mit 3:2 nach Penalty. Zu den Matchwinnerinnen zählte Daniela Morf, welche ihr Comeback bereits im Dezember 2007 gegeben hatte, und Laura Tomatis mit fünf gehaltenen Penalties.

### Fusion
Am 5. Februar 2018 sprachen sich die beiden Vereine in getrennt stattfindenden Generalversammlungen für eine Fusion aus. Der neue Verein sollte den Namen UHC Kloten-Dietlikon Jets tragen. Am 26. März wurde auch der Fusionsvertrag von beiden Vereinen angenommen. Die Fusion wurde schliesslich am 1. Mai 2018 vollzogen.

## Erfolge

### Männer
Den grössten Erfolg der noch jungen Vereinsgeschichte erreichte die erste Mannschaft im Jahr 2001, als sie den Final des Schweizer Cups vor über 2000 Zuschauern in der Berner Wankdorfhalle gewann. Dieser Erfolg brachte der Mannschaft auch den Titel «Unterländer Sportler des Jahres 2001» ein. Seit 2010 und nach einer Unterbrechung von vier Jahren spielt die erste Mannschaft wieder in der höchsten Spielklasse der Schweiz, der Nationalliga A (NLA). Dabei sicherte sich die Mannschaft bereits in der ersten Saison nach dem Wiederaufstieg die erstmalige Play-off-Teilnahme.

### Frauen
Die Frauen der Kloten-Dietlikon Jets wurden als UHC Dietlikon und UHC Kloten-Dietlikon zwölfmal Schweizer Meister, elfmal Cupsieger und fünfmal Supercupsieger, die grössten Erfolge sind allerdings die Gewinne des Europacups 2007 und 2008.
Schweizer Meisterschaft Nationalliga A:
- 2003, 2006, 2007, 2008, 2009, 2017[4], 2019[5], 2021[6], 2022[7], 2023[8], 2024[9], 2025[10]

Schweizer Cup:
- 1992, 2002, 2006, 2008, 2009, 2015,[11] 2016,[12] 2017[13], 2019[14], 2022[15], 2024[16]

EuroFloorball-Cup (heute Champions Cup):
- 2007, 2008

Supercup:
- 2015[17], 2016[18], 2020[19], 2021[20], 2024[21]